# Будинок із привидами (фільм, 1987, СРСР)
«Будинок із привидами» (рос. «Дом с привидениями») — радянський художній фільм 1987 року, знятий на Кіностудії ім. М. Горького.

## Сюжет
Цей день почався для 14-річного Марика на рідкість погано. У нього вкрали улюблену собаку і зажадали викуп. У той же час новій учениці другого класу 8-річній Олі Ніколаєвій вирішили влаштувати випробування: вона повинна провести годину в «будинку з привидами». Людина з розвиненим почуттям власної гідності — часто не дуже зручна людина. А дитина, що цінує себе як особистість — дитина абсолютно незручна. Нова учениця не догодила нікому — ні вчителям, ні тим більше вже давно розбитому на дрібні угруповання класу. Розуміючи, що нова не така, як вони, місцева «королева» всіляко принижує її і пропонує пройти випробування — відвідати будинок з привидом, після чого Олю повинні прийняти в компанію… Але все виявляється складніше. Як і для восьмирічної Олі, так і для захопленого підлітка Марика. Дитячі ігри закінчилися.

## У ролях
- Катерина Цуканова —  Оля Ніколаєва, школярка, новенька у 2 «Б» класі
- Вікторія Гаврилова —  Мариночка Кондратенко, школярка, сестра Ігоря
- Ярослав Лісоволик —  Марк Селичев, школяр, господар викраденої собаки
- Сергій Домнін —  Ігор Кондратенко, школяр, боржник «Чмиря»
- Іван Кузнецов —  Марягин, школяр
- Єгор Каптелін —  Рябоконь, «Рябка», друг Марягина
- Сандрик Гарібашвілі —  Сандрик Брегвадзе, школяр
- Роман Мигунов —  Коля Ніколаєв, школяр
- Володимир Первой —  Гельмут Пєнкин, співаючий в хорі палацу піонерів
- Марина Голуб —  Кіра Вікторівна, класний керівник 2 «Б»
- Парасковія Рибникова —  бабуся Марка Селичева
- Борис Лиханов —  вчитель математики
- Ірина Кириченко —  екскурсовод
- Володимир Качан —  Сергій Петрович Качанов, директор школи
- Олександр Пожаров —  фотограф
- Олександр Підвальний —  Стас
- Олег Байков —  Толоконников, учень 8 «Б» класу
- Сергій Межевов —  Чмирь
- Олена Смирнова —  Віра Федуліна, учениця художньої школи
- Марія Волова —  Дівова
- Марія Лєпіна —  Руфка Бикова, школярка
- Леонід Трутнєв —  живодер

## Знімальна група
- Режисер — Юхим Гальперін
- Сценарист — Семен Лунгін
- Оператор — Олександр Антипенко
- Композитори — Сергій Беринський, Григорій Ауербах
- Художник — Фелікс Ростоцький
- Продюсер — Михайло Зільберман